# وایلباخ، اتریش
وایلباخ  (به آلمانی: Weilbach) یک منطقهٔ مسکونی در اتریش است که در ناحیه راید ایم اینکرایس واقع شده‌است. وایلباخ  ۱۳ کیلومتر مربع مساحت دارد ۳۸۶ متر بالاتر از سطح دریا واقع شده‌است.